# Bajanlig járás
Bajanlig járás (mongol nyelven: Баянлиг сум) Mongólia Bajanhongor tartományának egyik járása. Területe 12 000 km². Népessége kb. 3900 fő.
Székhelye Hatanszúdal (Хатансуудал), mely 224 km-re délkeletre fekszik Bajanhongor tartományi székhelytől.